# ISO 3533

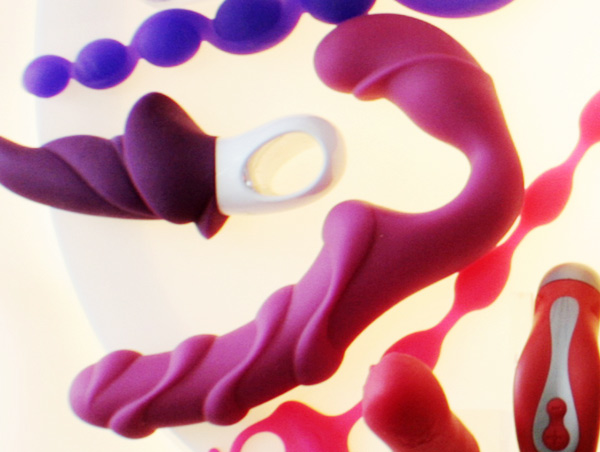
Exemple de produits manufacturés destinés à la stimulation sexuelle par voie de contact avec les organes génitaux, l'anus ou les deux.

ISO 3533 est une norme internationale de l'Organisation internationale de normalisation (ISO). Intitulée Sex Toys – Exigences relatives à la conception et à la sécurité des produits destinés à être mis en contact direct avec les organes génitaux, l’anus ou les deux, elle spécifie les exigences en matière de sécurité et d'information pour ce qui concerne les sex-toys.
Quoique par extension « sex-toys » puisse parfois s'appliquer à l'ensemble des produits dont la fonction consiste à faciliter, augmenter ou prolonger l'acte sexuel (gels, lubrifiants, huiles de massage, etc.), la norme ISO 3533 exclut les dispositifs médicaux ainsi que les produits cosmétiques ou d'assistance.

## Histoire
Cette norme naît d'une inquiétude du personnel soignant du Stockholm South General, un hôpital suédois, face au constat d'une recrudescence alarmante des cas de rétention de corps étrangers liés à une mauvaise conception ou à une mauvaise utilisation des sex-toys. À la suite de cette alerte, le SIS (Swedish Institute for Standards) commence l'élaboration d'une norme spécifique visant à garantir la sécurité des utilisateurs et utilisatrices de jouets sexuels. La proposition suédoise conduit l'ANSI à publier un appel à commentaires auprès des acteurs du secteur de l'industrie des produits manufacturés destinés à l'augmentation du plaisir sexuel. La discussion aboutit en 2021 à une première version de la norme, sous le nom d'ISO 3533:2021.

## Exigences (liste non exhaustive)
Les exigences de conception reprises dans la norme ISO 3533 visent à réduire autant que possible le risque de blessures des utilisateurs et utilisatrices en cas d'utilisation conforme aux recommandations des sex-toys. Les risques de mauvaises utilisations raisonnablement prévisibles, intentionnelles ou non (par ex. : l'insertion dans l'anus d'un jouet destiné à être mis en contact direct avec les organes génitaux ou les deux) sont également pris en compte. On trouve notamment des recommandations concernant les points suivants :
- Afin d'éviter tout coincement, les produits destinés à être insérés (plugs anaux, billes anales, godemichets...) ou susceptibles d'être utilisés à tort comme tels doivent être conçus de manière à ne pas rester coincés et à pouvoir être extraits aisément et en toute sécurité soit par l'utilisateur ou l'utilisatrice même, soit par le personnel médical.
- Les jouets destinés à enserrer ou à contraindre (anneaux péniens, dispositifs dits de chasteté, menottes...) doivent être faciles à ôter en cas d'urgence ou de perte de clés. Pour se libérer, l'utilisation éventuelle d'outils ménagers courants (pinces) est admise, mais le recours à des outils électriques (perceuse, scie circulaire) est proscrit.
- Les sex-toys doivent être lisses et exempts de bavures ou d’arêtes vives susceptibles de provoquer des coupures.
- Les produits avec des fonctionnalités d'échauffements ne doivent jamais dépasser 48 º C en surface, conformément à la norme ISO 13732-1 définissant les seuils de brûlures.